# Jack Molinas
Jacob Louis Molinas, detto Jack (New York, 31 ottobre 1931 – Hollywood, 3 agosto 1975), è stato un cestista statunitense, professionista nella NBA, nonché una delle figure chiave nello scandalo delle partite truccate che quasi distrusse la NCAA negli anni Cinquanta.

## Biografia
Figlio di un ebreo sefardita e con un quoziente di intelligenza di 175, Molinas frequentò la Stuyvesant High School e si laureò alla Columbia University nel 1953. Con la squadra di basket della sua università ottenne il record per il maggior numero di punt segnati in una singola partita, record poi battuto da Chet Forte qualche anno dopo. Molinas giocò inoltre in NBA nella stagione 1953-54, partecipando a 32 partite con i Fort Wayne Pistons, prima di essere bandito a vita dalla lega per aver truccato e scommesso su diversi incontri ai tempi dell'università.
Per il suo crimine Molinas venne condannato a una pena detentiva dai 10 ai 15 anni, ottenendo però la libertà vigilata dopo cinque anni di carcere trascorsi in gran parte nel penitenziario di Attica. Uscito di prigione si trasferì a Los Angeles dedicandosi al gioco d'azzardo e ad alcuni progetti imprenditoriali poi naufragati. A causa dei grossi debiti accumulati con la malavita, venne assassinato da un sicario con un colpo di pistola all'alba del 3 agosto 1975 nel giardino di casa sua a Los Angeles.

## Palmarès
- EPBL Most Valuable Player (1956)